# Laško (plaats)
Laško is een plaats in Slovenië en maakt deel uit van de gemeente Laško in de NUTS-3-regio Savinjska. De plaats telde 3.288 inwoners op 1 januari 2020.
Het is gelegen aan de rivier de Savinja. Deze stad heeft een eeuwenoude geschiedenis en traditie en kostuums zijn zorgvuldig bewaard. Laško geniet in grote belangstelling van toeristen door de aanwezigheid van warmwaterbronnen enerzijds en het bier- en bloemenfeest anderzijds, dat jaarlijks in juli plaatsvindt.